# Himella Fossa
L'Himella Fossa è una struttura geologica della superficie di Dione.